# Eleição municipal de Duque de Caxias em 2000
A eleição municipal da cidade de Duque de Caxias em 2000 ocorreu no dia 1 de outubro com a finalidade de eleger um prefeito, um vice-prefeito e 21 vereadores para a 14ª legislatura (2001-2004). O prefeito e o vice-prefeito eleitos assumiram os cargos no dia 1 de janeiro de 2001 e seus mandatos terminaram no dia 31 de dezembro de 2004. A campanha eleitoral contou com a participação de 6 concorrentes ao principal cargo majoritário da cidade. Pela primeira vez, um prefeito em exercício poderia buscar uma nova reeleição, graças a emenda constitucional que permitia a disputa em dois mandatos consecutivos. O candidato José Camilo Zito, do PSDB, foi reeleito no 1º turno com 81,06% dos votos válidos, na votação mais expressiva da história do município.

## Transmissão
A veiculação da propaganda eleitoral gratuita, em bloco e inserções na televisão, foi ao ar pela Record Rio.

## Lista de candidaturas e coligações
Coligação é o nome que se dá à união de dois ou mais partidos políticos que apresentam conjuntamente seus candidatos para determinada eleição. As coligações podem ser formadas para eleições majoritárias (escolha de prefeitos, governadores, senadores e presidente da república), proporcionais (vereadores, deputados estaduais, distritais e federais) ou ambas. Nas eleições majoritárias, a coligação é responsável por definir o tempo do horário eleitoral gratuito de cada candidato, já que o tamanho da bancada parlamentar na Câmara dos Deputados é utilizado como base do cálculo. Quanto mais deputados uma coligação tiver, maior o seu tempo na televisão.
Fonte: TSE
| Candidatos à prefeito | Candidatos à prefeito   | Candidatos à vice-prefeito | Número Eleitoral | Coligação                                                                            |
| --------------------- | ----------------------- | -------------------------- | ---------------- | ------------------------------------------------------------------------------------ |
|                       | Dica (PFL)              | Josié Gomes (PRN)          | 25               | Renova Caxias PFL e PRN                                                              |
|                       | Geraldo Moreira (PDT)   | n/d                        | 12               | Nova Caxias PDT, PCB, PC do B, PRTB e PSL                                            |
|                       | Hydekel de Freitas (PL) | Magaly Machado (PL)        | 22               | Liberta Caxias PL e PGT                                                              |
|                       | Jair Barbosa (PRONA)    | n/d                        | 56               | Honra, trabalho e paz social PRONA e PTN                                             |
|                       | Soneli (PT)             | n/d                        | 13               | Frente popular PT e PSB                                                              |
|                       | José Camilo Zito (PSDB) | Estela Alves (PSDB)        | 45               | 100% Duque de Caxias PMDB, PTB, PSDB, PTdoB, PPB, PV, PSDC, PHS, PST, PSD, PSC e PPS |

## Resultados
| 1º Turno 1 de outubro de 2000 | 1º Turno 1 de outubro de 2000 | 1º Turno 1 de outubro de 2000 | 1º Turno 1 de outubro de 2000 |
| Candidato(a)                  | Vice                          | Votação                       | Votação                       |
| Candidato(a)                  | Vice                          | Total                         | Porcentagem                   |
| ----------------------------- | ----------------------------- | ----------------------------- | ----------------------------- |
| José Camilo Zito (PSDB)       | Estela Alves (PSDB)           | 315.679                       | 81,06%                        |
| Geraldo Moreira (PDT)         | n/d                           | 27.950                        | 7,18%                         |
| Dica (PFL)                    | Josié Gomes (PRN)             | 25.028                        | 6,43%                         |
| Soneli (PT)                   | n/d                           | 12.653                        | 3,25%                         |
| Hydekel de Freitas (PL)       | Magaly Machado (PL)           | 6.198                         | 1,59%                         |
| Jair Barbosa (PRONA)          | n/d                           | 1.915                         | 0,49%                         |
| Total de votos válidos        | Total de votos válidos        | 389.423                       | 100,00%                       |
| Votos apurados                |                               |                               |                               |
| Votos válidos                 | Votos válidos                 | 389.423                       | 92,04%                        |
| Votos em branco               | Votos em branco               | 8.759                         | 2,07%                         |
| Votos nulos                   | Votos nulos                   | 24.919                        | 5,89%                         |
| Total de votos apurados       | Total de votos apurados       | 423.101                       | 100,00%                       |
| Eleitores                     |                               |                               |                               |
| Comparecimento                | Comparecimento                | 423.101                       | 84,91%                        |
| Abstenções                    | Abstenções                    | 75.149                        | 15,09%                        |
| Total de eleitores            | Total de eleitores            | 498.250                       | 100,00%                       |